# Prime Cup Aberto de São Paulo 2007
L'Aberto de São Paulo 2007 è stato un torneo di tennis facente parte della categoria ATP Challenger Series nell'ambito dell'ATP Challenger Series 2008. Il torneo si è giocato a San Paolo in Brasile dal 1° al 7 gennaio 2007 su campi in cemento e aveva un montepremi di $100 000.

## Vincitori

### Singolare
Guillermo Cañas ha battuto in finale  Diego Hartfield con il punteggio di 6–3, 6–4

### Doppio
Pablo Cuevas /  Adrián García hanno battuto in finale  Marcelo Melo /  Alexandre Simoni con il punteggio di 6–4, 6–2